# Municipio de Hiram (Ohio)
El municipio de Hiram (en inglés: Hiram Township) es un municipio ubicado en el condado de Portage en el estado estadounidense de Ohio. En el año 2010 tenía una población de 2411 habitantes y una densidad poblacional de 40,15 personas por km².

## Geografía
El municipio de Hiram se encuentra ubicado en las coordenadas 41°19′16″N 81°9′50″O / 41.32111, -81.16389. Según la Oficina del Censo de los Estados Unidos, el municipio tiene una superficie total de 60.05 km², de la cual 59,77 km² corresponden a tierra firme y (0,47 %) 0,28 km² es agua.

## Demografía
Según el censo de 2010, había 2411 personas residiendo en el municipio de Hiram. La densidad de población era de 40,15 hab./km². De los 2411 habitantes, el municipio de Hiram estaba compuesto por el 98,76 % blancos, el 0,37 % eran afroamericanos, el 0,08 % eran amerindios, el 0,17 % eran asiáticos y el 0,62 % eran de una mezcla de razas. Del total de la población el 0,58 % eran hispanos o latinos de cualquier raza.